# Filip Novák (hokeista)
Filip Novák (ur. 7 maja 1982 w Czeskich Budziejowicach) – czeski hokeista, reprezentant Czech.

## Kariera
- HC Czeskie Budziejowice U20 (1998-1999)
- Regina Pats (1998-2002)
- San Antonio Rampage (2002-2003, 2004-2005)
- Binghamton Senators (2005-2006)
- Ottawa Senators (2005-2006)
- Syracuse Crunch (2006-2007)
- Columbus Blue Jackets (2006-2007)
- HC Czeskie Budziejowice (2007-2008)
- Dinamo Ryga (2008-2009)
- HK MWD Bałaszycha (2009-2010)
- Dinamo Moskwa (2010-2015)
- Slovan Bratysława (2015)
- Traktor Czelabińsk (2015-2016)
- HC Pardubice (2016)
- Slovan Bratysława (2016)

Wychowanek HC Czeskie Budziejowice. Od maja 2010 roku zawodnik Dinama Moskwa. We wrześniu 2010 podpisał dwuletni kontrakt. W maju 2012 roku ponownie przedłużył umowę o rok. 1 maja 2013 przedłużył kontrakt o dwa lata. Od września 2015 zawodnik Slovana Bratysława. Od połowy października 2015 zawodnik Traktora Czelabińsk w toku wymiany za Francisa Paré. Odszedł z klubu z końcem kwietnia 2016. Od października 2016 zawodnik HC Pardubice. Od listopada do grudnia 2016 zawodnik Slovana Bratysława.
Uczestniczył w turnieju mistrzostw świata w 2010.

## Sukcesy
Reprezentacyjne
- Złoty medal mistrzostw świata: 2010

Klubowe
- Brązowy medal mistrzostw Czech: 2008 z Czeskimi Budziejowicami
- Srebrny medal mistrzostw Rosji / KHL: 2010 z MWD Bałaszycha
- Złoty medal mistrzostw Rosji: 2012, 2013 z Dinamem Moskwa
- Puchar Gagarina: 2012, 2013 z Dinamem Moskwa

Indywidualne
- CHL Top Prospects Game: 2000
- CHL Second All-Star Team: 2002
- AHL All-Rookie Team: 2003
- KHL (2009/2010):
  - Piąte miejsce w klasyfikacji asystentów wśród obrońców w sezonie zasadniczym: 22 asysty
  - Trzecie miejsce w klasyfikacji asystentów wśród obrońców w fazie play-off: 8 asyst
  - Czwarte miejsce w klasyfikacji kanadyjskiej wśród obrońców w fazie play-off: 10 punktów